# Injection DLL
Ne doit pas être confondu avec Injection SQL.
Une injection DLL (en anglais : DLL injection) ou injection de DLL  est, en programmation informatique, une technique utilisée pour exécuter du code dans l'espace d'adressage d'un autre processus en l'obligeant à charger une bibliothèque de liens dynamiques.
L'injection DLL est souvent utilisée par des programmes externes pour influer sur le comportement d'un autre programme d'une manière que ses programmeurs n'avait pas prévue.